# Beldānga
Beldānga är en ort i Indien.   Den ligger i distriktet Murshidabad och delstaten Västbengalen, i den östra delen av landet, 1 200 km öster om huvudstaden New Delhi. Beldānga ligger 20 meter över havet och antalet invånare är 27 489.
Terrängen runt Beldānga är mycket platt. Runt Beldānga är det mycket tätbefolkat, med 1 135 invånare per kvadratkilometer. Närmaste större samhälle är Baharampur, 18,9 km norr om Beldānga. Trakten runt Beldānga består till största delen av jordbruksmark.